# 職業軍人倫理
職業軍人倫理(Professional military ethics)とは、一般に職業として戦闘に従事する軍人に特有の職業倫理を指す。

## 概要
職業軍人倫理は戦闘、諜報、欺騙、占領などの行動に付随する道徳的に問題がある状況に対してとるべき行動の判断基準である。そしてその判断を助ける果たすべき義務や責任、そして行使することができる権利を明確化した軍人にとっての規範を含むものである。職業軍人倫理は軍人としての規範と専門職としての規範に区分して理解することができる。軍人としての規範として基本的に挙げられる責任は安全保障のためによって外敵に対して社会を防衛するという責任である。ハケットが指摘しているように、この責任を引き受けるために軍人は無制限義務条項に宣誓し、またブラッドフォードとマーフィーが描き出しているように、国家に対する無条件の義務を引き受けている。一方で専門職としての規範はより複雑であり、それは顧客と専門家との契約内容に拘束されている規範である。ハンチントンが論じたように、職業軍人の倫理は法律家や医者の倫理と同様に、社会全体にとって不可欠であり知的に複雑な専門的知識と技術を習得した専門家の職業倫理として整理できる。つまり軍人には社会的な必要と要請に応じて専門知識を提供する責任があり、かつその能力を社会の中で悪用しないことが期待されている。